# Айше Ерзан
Айше Ерзан (на турски: Ayşe Erzan; родена през 1949 г. в Анкара) е турска физичка-теоретичка.

## Биография
Айше Ерзан е родена през 1949 г. в Анкара. След завършване на образованието си в Истанбул, заминава за Съединените щати, където завършва колежа Брин-Мор с бакалавърска степен през 1970 г. Ерзан получава докторска степен по физика от Нюйоркския щатски университет в Стоуни-Брук през 1976 г.
След това се завръща в Анкара, и прекарва една година в местния Близкоизточен технически университет като членка на департамент „Физика“. През 1977 г. започва работа в Техническия университет в Истанбул. В същото време Ерзан участва в движенията за мир и права на жените. След преврата в Турция през 1980 г., тя напуска родината си. От 1981 г. до 1990 г. Ерзан работи и преподава в различни изследователски институти и университети. От 1981 до 1982 г. работи в Катедрата по теоретична физика на Женевския университет. От 1982 до 1985 г. Ерзан е гостуващ асистент-професор в университета в Порто (Португалия). След това е стипендиантка на фондация „Александър фон Хумболт“ в катедрата по теоретична физика на Университета в Марбург от 1985 до 1987 година. От 1987 г. до 1990 г. Ерзан работи като научен сътрудник в Университета в Гронинген. Преди да се завърне в Истанбулския технически университет, Ерзан прекарва известно време като научен сътрудник в Международния център за теоретична физика в Триест (Италия). Също така продължава своите изследвания в института „Feza Gursey“. 
Айше Ерзан става асоциирана членка на Турската академия на науките през 1995 г. а действителна – две години по-късно. Печели наградата на Съвета на Турция за научни и технически изследвания. През 2003 г. Ерзан е удостоена с наградата Л’Ореал – ЮНЕСКО „За жените в науката“ и наградата „Рамаля“ през 2009 година. Айше Ерзан е членка на Световната академия на науките . Тя е и член на редакционните колегии на научните списания „Джърнъл ъф Статистикъл Физикс“ и „Юръпиън Физикъл Джърнъл Би“.